# Il re degli straccioni
Il re degli straccioni (For Heaven's Sake) è un film del 1926 diretto da Sam Taylor con Harold Lloyd.

## Trama
Harold è ricchissimo e sperpera il suo denaro: compra macchine nuove e le distrugge nel giro di un giorno. Una ragazza vuole aprire una missione e Harold dà a un uomo dei soldi perché crede di avergli danneggiato una cosa, ma questo crede che i soldi siano per la missione, giacché non ha nulla di rotto. Così la missione viene aperta. Quando Harold lo scopre, è infuriato e vuole togliere il suo nome dalla missione ma, per amore della ragazza che la voleva, non lo toglie e anzi manda con l'astuzia molti ubriaconi dal locale malfamato dove si ubriacavano alla missione e poi cominciano ad andarci volutamente, perché a loro piace. Harold e la ragazza decidono di sposarsi ma i suoi vecchi amici ricchi lo rapiscono per impedirglielo. Allora coloro che da ubriaconi andavano alla missione, credendo che Harold abbia abbandonato la ragazza, tornano a ubriacarsi. Poi scoprono il fatto e lo vanno a prendere ubriachi. Poi Harold deve riportare i ragazzi in chiesa ma, data la loro sbornia, sarà difficilissimo. Dopo tante peripezie arrivano in chiesa puntuali e il matrimonio avviene regolarmente.

## Produzione
Il film fu prodotto dalla The Harold Lloyd Corporation.

## Distribuzione
Distribuito dalla Paramount Pictures, il film fu presentato in prima il 4 aprile 1926, uscendo il giorno seguente nelle sale USA. Nel 1927 fu distribuito anche in Finlandia il 21 novembre con il titolo Taivaan tähden, in Germania il 24 novembre e in Austria. In Portogallo uscì il 24 dicembre e in Spagna il 6 gennaio 1930.